# تلودي

منطقة تلودي

تلودي مدينة تقع في ولاية جنوب كردفان في السودان على ارتفاع 571 متر (1873 قدم) فوق سطح البحر تقريبا وتبعد عن العاصمة الخرطوم بحوالي 600 كيلو متر، أي ما يوازي 373 ميلاً. وتعتبر بوابة السودان من ناحية الجنوب. وقد لعبت ادورا بارزة في تاريخ السودان المعاصر.

## أصل التسمية
ينسب الاسم إلى لهجة تلودي إحدى لهجات قبائل جبال النوبة، كما ينسب إلى جبل تلودي أحد جبال النوبة الذي تقع المدينة على سفوحه.

## التاريخ
كانت تلودي تشكل المنطقة الحدودية الغربية لمملكة تقلي التي دامت زهاء قرنين، ونشأت المدينة كقاعدة عسكرية متقدمة في الجنوب الغربي إبان الحكم التركي المصري في القرن التاسع عشر وذلك لموقعها الإستراتيجي في وسط منطقة جبال النوبة.
وعندما هاجر إلي المنطقة زعيم الثورة المهدية محمد أحمد المهدي واعتزل في جبل قدير قبل البدء في نشر دعوته ومقاومة الحكم المصري التركي للسودان، كانت تلودي من المناطق الأولى التي ناصرته، وكذلك وقفت مع خليفته عبد الله التعايشي عندما انسحب من أم درمان إلى المنطقة لإعادة صفوف انصاره، قبل استشهاده في معركة ام دبيكرات في 24 نوفمبر / تشرين الثاني 1899 .
وفي بدايات الحكم الثنائي خضعت تلودي إلى قانون المناطق المقفولة باعتبارها جزء من منطقة جبال النوبة، وكان القانون يحظر دخول مواطني المناطق السودانية الأخرى إلى المناطق المقفولة بهدف عزلها وعرقلة اندماج سكانها مع بقية سكان السودان. وقد قوبل بمقاومة شديدة شملت مدن وقرى الجبال بما في ذلك تلودي التي اندلعت فيها ثورة قتل فيها حاكم المنطقة ابورفاس في عام 1906. وهي أيضاً مسقط رأس عبدالفضيل الماظ، أحد الرموز الوطنية التاريخية في مقاومة الإدارة الإستعمارية للحكم الثنائي في السودان، حيث قاد في عام 1924 تمرداً لفرقة عسكرية كانت تتبع لها.
وكانت تلودي عاصمة لمديرية (محافظة) جبال النوبة ثم مديرية كردفان إبان الحكم الثنائي.

## الطوبغرافيا
تقع تلودي في منطقة سهلية تتخللها سلسلة تلال وجبال، وتشقها أودية موسمية تفيض بالمياه في الفصول المطيرة من بينها خور ازرق الواقع على بعد 9 كيلومترات من المدينة.
الجبال ومنها:
- جبل مقلوع
- جبل حجر النار
- جبل ططا
- جبل كندرما
- جبل إنقارتو
- جبل أم دوال

## المناخ
تقع تلودي في التخوم الجنوبية لمنطقة السافانا الرطبة ويميز صيفها بالحرارة المصحوبة بالرياح الجنوبية والجنوبية الغربية المشبعة بالرطوبة والتي تتسبب في أمطار غزيرة تمتد فترة هطولها من يونيو / حزيران وحتى سبتمبر ايلول أما الشتاء فيتميز ببرودته وتهب خلاله الرياح الشمالية والشمالية الشرقية.
| البيانات المناخية لـتلوي     | البيانات المناخية لـتلوي | البيانات المناخية لـتلوي | البيانات المناخية لـتلوي | البيانات المناخية لـتلوي | البيانات المناخية لـتلوي | البيانات المناخية لـتلوي | البيانات المناخية لـتلوي | البيانات المناخية لـتلوي | البيانات المناخية لـتلوي | البيانات المناخية لـتلوي | البيانات المناخية لـتلوي | البيانات المناخية لـتلوي | البيانات المناخية لـتلوي |
| الشهر                        | يناير                    | فبراير                   | مارس                     | أبريل                    | مايو                     | يونيو                    | يوليو                    | أغسطس                    | سبتمبر                   | أكتوبر                   | نوفمبر                   | ديسمبر                   | المعدل السنوي            |
| ---------------------------- | ------------------------ | ------------------------ | ------------------------ | ------------------------ | ------------------------ | ------------------------ | ------------------------ | ------------------------ | ------------------------ | ------------------------ | ------------------------ | ------------------------ | ------------------------ |
| متوسط درجة الحرارة الكبرى °ف | 79                       | 81                       | 79                       | 72                       | 72                       | 66                       | 73                       | 70                       | 75                       | 79                       | 82                       | 81                       | 76                       |
| متوسط درجة الحرارة الصغرى °ف | 55                       | 54                       | 59                       | 59                       | 59                       | 57                       | 57                       | 55                       | 55                       | 61                       | 59                       | 57                       | 57                       |
| الهطول إنش                   | 0.0                      | 0                        | 0.0                      | 0.1                      | 0.2                      | 0.4                      | 0.4                      | 0.5                      | 0.4                      | 0.2                      | 0.0                      | 0                        | 2.2                      |
| متوسط درجة الحرارة الكبرى °م | 26                       | 27                       | 26                       | 22                       | 22                       | 19                       | 23                       | 21                       | 24                       | 26                       | 28                       | 27                       | 24                       |
| متوسط درجة الحرارة الصغرى °م | 13                       | 12                       | 15                       | 15                       | 15                       | 14                       | 14                       | 13                       | 13                       | 16                       | 15                       | 14                       | 14                       |
| الهطول مم                    | 1                        | 0                        | 1                        | 2                        | 6                        | 10                       | 11                       | 12                       | 10                       | 6                        | 1                        | 0                        | 60                       |
| المصدر #1:                   |                          |                          |                          |                          |                          |                          |                          |                          |                          |                          |                          |                          |                          |
| المصدر #2:                   |                          |                          |                          |                          |                          |                          |                          |                          |                          |                          |                          |                          |                          |

## النشاط الإقتصادي
الزراعة والرعي يشكلان أهم أنشطة تلودي. وتتنوع المحاصيل الزراعية من ذرة إلى قطن وسمسم، وقد أقيم سد لتخزين المياه وحماية المدينة من مياه الفيضانات هو سد تلودي ويبلغ طوله حوالي 1.3 كيلومتر وعمق بحيرة التخزين 1.5 متر، طاقتها التخزينية مليون متر مكعب من المياه، تسهم في إنتاج الخضر والفواكه والإستزراع السمكي.
وتبلغ المساحة الكلية للأراضي الزراعية 2.091.500 فدان، المستغل منها (حتى عام 1999) هو حوالي 251.500 فدان.
تتركز تربية الحيوان بشكل أساسي على الماشية.

## الموقع
تقع تلودي في الجزء الجنوبي الشرقي من ولاية جنوب كردفان وتعتبر آخر نقطة حدودية كبيرة متاخمة لولايتي الوحدة وأعالي النيل في دولة جنوب السودان.

## الإدرة
تلودي محلية من محليات ولاية جنوب كردفان وتنقسم إلى ثلاث وحدات إداراية هي:
- وحدة تلودي الإدارية
- وحدة الليري الإدارية
- وحدة كالوقي (قدير) الإدارية

كما تضم إدارات أهلية خاصة من أمرائها:
- الأمير محمد إبراهيم عبد الله شمشم، أمير إمارة تلودي
- الأمير عبد الله آدم قدوم، أمير أمير الليري
- الأمير عبد النبي موسى، أمير أم دحيليب [8]

## الأحياء السكنية
الحي الأول ( فريق العرب)
```
الحي الثاني (حي الخزان) 
```

الحي الثالث
الحي الرابع (البانجديد)
الحي الخامس (دار جواد)
الحي السادس (القلعة)
حي دار السلام

## السكان
تعتبر تلودي بوتقة سكانية حيث تضم مجموعة متنوعة من الإثنيات السودانية، فإلى جانب قبائل النوبة السكان الأصليين في المنطقة توجد مجموعة من قبائل البقارة وفي مقدمتها المسيرية والكواهلة والحوازمة إلى جانب قبائل أخرى مثل الفلاتة والبرنو. وكانت المدينة تضم أيضاً مجموعة من الأقباطالمصريين والسوريين والأرمن.

## الطرق والمواصلات
ترتبط تلودي بشبكة من الطرق البرية ببقية مدن ومناطق جنوب كردفان ومن أهم تلك الطرق:
- الطريق الدائري، الخرطوم - كاقلي - الليري - تلودي - تونجا
- تلودي - كادقلي
- الليري - كوندي
- طابولي الدار - طروجي القردود
- العرايش السيسبان - تونجا

ويوجد بالمدينة مهبط جوي، هو مطار تلودي، به مدرجاً مرصوفاً طوله 1800 متر/5900 قدم.
أقرب المطارات إليه هو مطار كادوقلي ويبعد عنه بحوالي 135 كيلومتر (83 ميل) ومطار الدلنج على بعد 231 كيلومتر (143 ميل) ومطار الأبيض على بعد 326 كيلومتر (202.9 ميل).

## أعلام تلودي
- الملازم عبد الفضيل الماظ من ثوار عام 1924 بالسودان.
- اللواء إبراهيم نايل إيدام، من أعضاء مجلس قيادة ثورة الإنقاذ الوطني السابق.
- محمود حسيب وزير مواصلات سابق في حكومة جعفر نميري.
- عبد الرحمن إدريس، قاضي سوداني.
- الأميرلاي المقبول الأمين الحاج، عضو المجلس الأعلى للقوات المسلحة السابق في عهد الرئيس إبراهيم عبود.
- الحاجة مريم سلامة، السيدة الأولى السابقة في السودان (أرملة الرئيس إسماعيل الأزهري) رئيس مجلس السيادة السابق في عام 1969 .